# Ricciotti Garibaldi
Ricciotti Garibaldi (Montevideo, Uruguai; 1847 - Roma, Itàlia; 1924) fou un general italià nascut a l'Uruguai. Era el quart fill de Giuseppe Garibaldi. Li posaren el nom de Ricciotti en honor de Nicola Ricciotti, un patriota italià afusellat pels borbònics.
Combaté a la Batalla de Bezeca (1866), de Mentana (1867) i als Vosges durant la Guerra francoprussiana en la que ocupà Châtillon i comandà la 4a brigada de voluntaris garibaldians que conquistaren a Poully la bandera del 61è regiment alemany de Pomerània, l'única bandera prussiana presa durant la guerra.
Es casà amb l'anglesa Constance Hopcraft amb la que creà una empresa comercial a Amèrica i Austràlia, acabada en desastre.
Fou diputat de 1887 a 1890.
El 1897 comandà un cos de l'exèrcit dels camises roges, que lluitaren a Grècia contra l'Imperi Otomà.
La seva delicada salut i la seva avançada edat li impediren de participar en la Primera Guerra Mundial. Posteriorment estigué en contra del naixent feixisme.
Amb Constance Hopcraft tingué set fills:
- Peppino Garibaldi (Roma 1879 - 1950), que lluità a Grècia, a Sud-àfrica en contra dels bòers, a Veneçuela contra Cipriano Castro i a Mèxic contra Porfirio Díaz.
- Ricciotti Garibaldi jr (Roma 1881 - 1951), que traí Francesc Macià en els Fets de Prats de Molló.
- Menotti Garibaldi jr (1884 - Sri Lanka 1934).
- Sante Garibaldi (1888-1946).
- Bruno Garibaldi (mort a Argonne el 1914).
- Constante Garibaldi (Roma 1892 - Argonne 1915).
- Ezio Garibaldi (1894-1971) lluità a Argonne i a Alpi, i donà suport al feixisme.
- Anita Italia (morta a Roma el 1962).